# サウンドジャンプ
『サウンドジャンプ』（SOUND JUMP）は、千葉テレビで放送されていたフィラー音楽番組。当項では前身のフィラー音楽番組でもあるお茶の間BGM（おちゃのまビージーエム）、兄弟番組ともいえるサウンドホップ（SOUND HOP）、サウンドステップ（SOUND STEP）も扱う。

## 概要
千葉テレビは開局からやや経過した頃、昼（午後のテレポート）の生ワイドを放送するなど番組制作に意欲的であったが、南関東初の、しかも独立UHF局とあってハンデも大きく、数年で経営危機が訪れる。そのため、関東の独立UHFでは唯一1990年代前半頃までは日中に（事実上の）中断時間が存在し、その時間帯はフィラー音楽番組を放送していた時期があった。一時期は単にカラーバーをバックにBGMをLPレコードから流していたスタイルで、1980年前後-1980年代中期までは「お茶の間BGM」という静止画（スライド）にBGMのスタイルを執ったフィラー番組。のちに音楽ビデオクリップ番組「サウンドホップ」「―ステップ」「―ジャンプ」へ番組名が変更となり、曲目テロップも追加された。

## お茶の間BGM
基本的な放送時間は11時-12時、12時3分-13時、13時25分-15時56分の3回に分かれていた。番組放送開始当初は冒頭に番組名「お茶の間BGM」のテロップがブルーバック上に出て、曲の間に千葉テレビのアナウンサーが曲紹介をするラジオ調の番組で、曲も時間通りきっちりと流れて終了していた。しかし途中から時間通り終了せず局アナの曲紹介も無くなり曲が垂れ流しの状態となった。時々、映像はスライドの静止画のままで、音楽は流れずにしばらく「ポツッ、ポツッ…」と一定のサイクルでレコードのスクラッチノイズが流れ、局のスタッフがBGMが終了した事に気付かず放置され、視聴者からの電話による指摘であわててレコードを変えるトラブル的な事もあった。番組初期から中期、画面は千葉の県花・菜の花や成田空港やマザー牧場の牛や犬吠埼等の風景のスライド（静止画）に「千葉テレビ放送」の局ロゴマークが画面右下にスーパーインポーズされているだけの本当にシンプルな形式だった。後に、アルバムジャケット等に曲目リストのテロップ（10分ごとに更新）が登場した。また特別番組や高校野球中継で休止することもあった。曲目リストの登場は1988年以降であった。また、雨傘番組の役割もあり、高校野球雨天中止時には雨が降っている球場を固定カメラで中継し、その画像で番組を行っていたこともあった。なお、この番組は全国放送のラジオ番組で紹介され、視聴可能地域以外の一部でも有名になった事もあった。また、テレビ埼玉には「お茶の間BGM」と同様のスタイルを持った「ピットイン・ミュージック」という番組もあった。ちなみに、新聞のテレビ欄には「お茶の間BGM」「BGM」「お茶の間」とだけ掲載されていた。

## サウンドホップ・サウンドステップ・サウンドジャンプ
80年代後半以降、アーティストのプロモーション手段の一つとしてビデオクリップの普及が進んで数が揃ってきたこともあり、このフィラー枠もそちらを全面的に取り入れた内容へと変更になった。それがこの3番組である。
サウンドホップは朝時間帯、サウンドステップは昼前、サウンドジャンプは昼時間帯とタイトルの住み分けがなされている。サウンドホップは7時台-8時台、サウンドステップは11時台、サウンドジャンプは月曜から金曜の13時から16時まで洋楽、邦楽のビデオクリップを有名から新人まで幅広く曜日ごとに交互に延々と流していた（サウンドジャンプの月、水、金は洋楽で火、木は邦楽）。冒頭と終了時に番組ロゴがデザインされた大きなテロップが出て、放送中には常時画面右下に小さめの番組ロゴのテロップが出ていた。基本的に穴埋め的役割が強いフィラー番組だったため、事前に発売されたテレビ雑誌等に掲載された番組表の予定とは異なり番組が短くなったり、催し物のテロップが流れたり、特別番組が放送されたり 等テレビ局の事情に左右されやすい不安定な要素の多い番組でもあった。
その後、放送時間の短縮や番組休止となることが多くなったこともあってサウンドホップ・ステップが番組終了となり、最後に残ったサウンドジャンプも1998年春頃にはその役目を終えたとして番組終了となった。

## 参考資料
- 日経ネット第8回 秋の運動会（行楽）の食べ物その4
- テレビ埼玉研究所 過去坂
- 千葉テレビ公式サイト（インターネットアーカイブ）